# Olympia Werke
Pour les articles homonymes, voir Olympia.

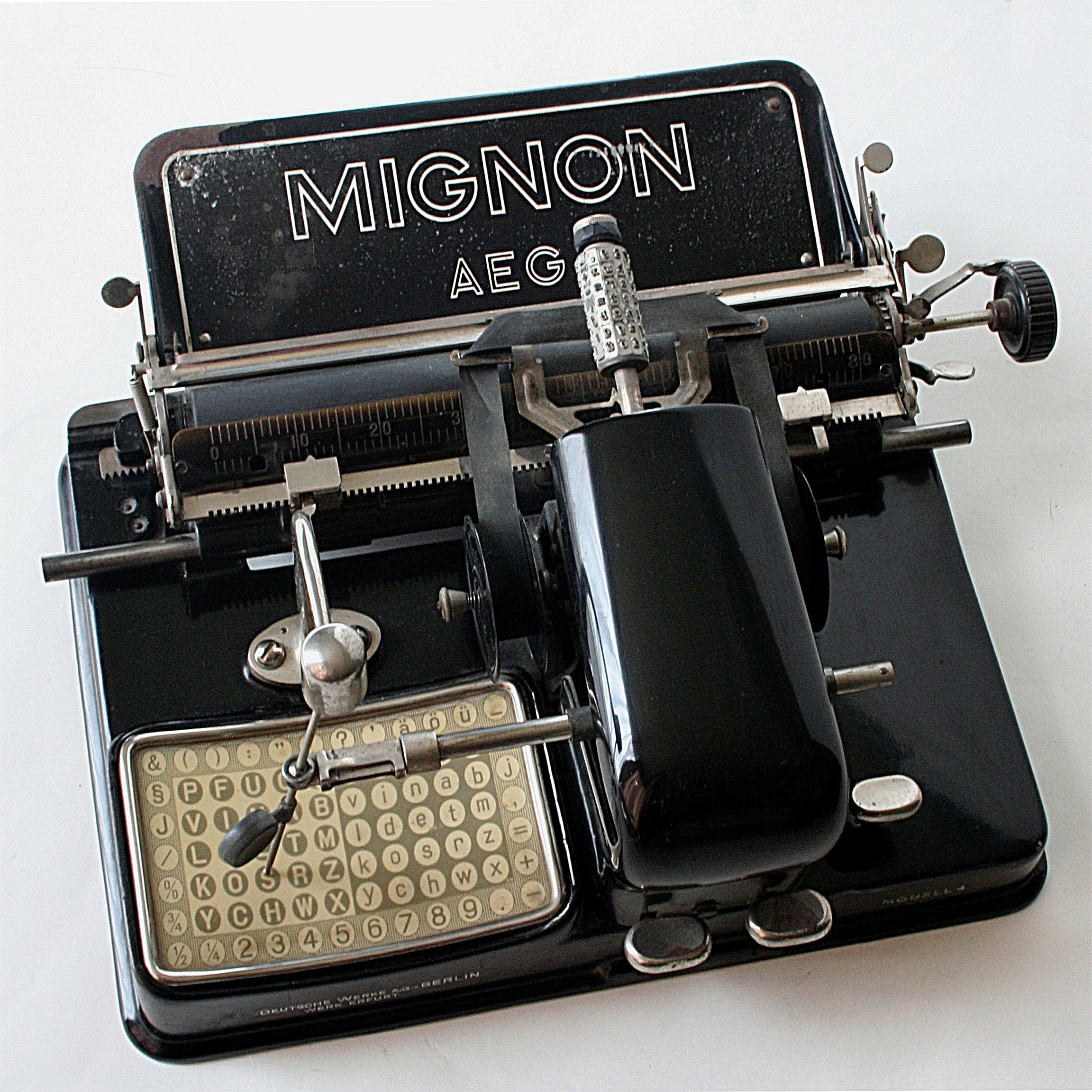
AEG Mignon, machine à écrire d’Olympia Werke (1924).

Olympia Werke est une compagnie allemande qui produisait des machines à écrire et qui était établie à Roffhausen (de), près de Wilhelmshaven. La compagnie produit ses premières machines à écrire en 1903 à la demande de Allgemeine Elektricitäts-Gesellschaft (AEG). L’usine est fermée depuis 1991, et seule la marque existe encore.

## Historique

### Les débuts
Au début du XXe siècle, la société Allgemeine Elektricitäts-Gesellschaft (AEG) commande à l'ingénieur électricien berlinois Friedrich von Hefner-Alteneck (en) de développer une machine à écrire. Hefner Alteneck conçoit la Mignon, une machine à écrire peu coûteuse abordable tant pour les grandes entreprises que pour les professionnels et les particuliers. La société Union Schreibmaschinen-Gesellschaft m.b.H. lance la distribution de la machine le 15 août 1903 et commercialisera les machines sous la marque Olympia.
En 1912, la production de machines à écrire à levier débute et connaît une expansion importante après la Première Guerre mondiale, ce qui induit en 1923 une nouvelle implantation à Erfurt.
La société est rebaptisée en 1930 Europa Schreibmaschinen et les produits reçoivent le nom de marque international Olympia. La dernière Mignon, en 1933,est appelée Olympia-Plurotyp.
Le 31 décembre 1936, la dénomination sociale est modifiée en Olympia Büromaschinenwerke.
Pendant la Seconde Guerre mondiale l'usine d'Erfurt est endommagée par des tirs d'artillerie américaine qui ont lieu du 11 au 13 avril 1945. Le 3 juin 1945, ce qui subsiste de l'usine tombe entre les mains de l'Armée rouge et devient une entreprise publique (Volkseigener Betrieb) qui a produit sous le nom VEB Optima Büromaschinenwerke diverses machines de bureau.

### Redémarrage après la Seconde Guerre mondiale
Grâce à l’afflux d’ouvriers de l’usine d’Erfurt et au transfert réussi des machines après la Seconde Guerre mondiale, on aménagea d'abord une fabrique de machines à écrire à Bielefeld (Bielefelder Schreibmaschinen Werke), puis une nouvelle usine à Wilhelmshaven. À la fin de 1945 le président de l'entreprise de Bielefeld rechercha parmi les anciennes installations de la Marine de Roffhausen des terrains convenables et une main d’œuvre qualifiée. Le 1er octobre 1946, les forces d'occupation autorisent la reprise de la production. Au début de l'année suivante, la main d’œuvre se compose de 28 ouvriers, et la fabrication de machines à écrire reprend dans des conditions difficiles, mais les ventes (grâce à la forte demande qui caractérise le Miracle économique allemand) sont un véritable succès. Dès la fin de l'année 1947, l'usine prend le nom d’Orbis Schreibmaschinen-Werke.
En 1949, les responsables de l'usine saisirent la Cour internationale de justice de La Haye pour reprendre le droit d'utiliser la marque Olympia, disputée par les usines de RDA. Le tribunal considéra que seule l'usine de Wilhelmshaven détenait les droits sur la marque, et l'usine d'Erfurt prit désormais le nom d’Optima. Quant à l'usine de Wilhelmshaven, elle s'appela d'abord Olympia Werke West GmbH (1950) puis à partir du mois de juin 1954, Olympia Werke AG.

### Expansion dans l'Après-Guerre
Au cours des années 1950, le chiffre d'affaires, la production et les effectifs augmentent sans cesse, si bien qu'en 1957 la société atteint un record avec 12 000 salariés. Dans tout le Nord-ouest de l'Allemagne, des sous-traitants fabriquent les pièces pour approvisionner Roffhausen. L’usine de Leer, forte de 2 500 salariés, ouvre en 1957 : elle est spécialisée dans les machines à écrire portatives et les modèles miniatures.
Puis l'entreprise continue de s'agrandir par rachats successifs, notamment celui du fabricant de calculatrices mécaniques Brunsviga Maschinenwerke GmbH à Brunswick (1957-59). Avec ce rachat, on transfère la fabrication de machines de comptabilité Olympia à Brunswick et l'entreprise se consacre au développement de calculatrices quatre opérations, par la suite commercialisées sous le nom de Brunsviga.
En 1959 l’usine de Roffhausen se lance dans la production de machines à écrire électriques de type SGE. Dès 1961, en Allemagne, une machine à écrire sur deux est une Olympia. En 1962, AEG augmente ses participations dans Olympia-Werke avant d'acquérir la totalité de son capital moyennant 55 000 000 DM. En 1969, le groupe rachète la marque Alpina Büromaschinen de Kaufbeuren et fait construire trois nouveaux ateliers à Roffhausen, pour un investissement de 10 000 000 DM. Olympia se développe simultanément à l'international avec des filiales à Belfast, Mexico, Santiago du Chili et Toronto. Au début de 1969, l'effectif des employés dépasse 20 000 salariés. Olympia n'est alors plus seulement le numéro un des fabricants allemands de machine à écrire, mais compte au nombre des trois premières sociétés de bureautique au monde.

### La conversion à l'électrique
L’inauguration de la halle no 1 du salon de Hanovre CeBIT 1970 (Centrum der Büro- und Informationstechnik) marqua l’apogée de la société Olympia. Dès la fin des années 1950, les industries du secteur de la bureautique occupaient le troisième rang parmi les exposants du Salon International de Hanovre, et en cette année 1970, Olympia était le plus gros fabricant du salon CeBIT. Ce fut l’occasion de présenter au public l’Olympia Multiplex 80, un des premiers terminaux informatiques européens. La Deutsche Bank de Hambourg avait été la première à bénéficier de cet équipement en 1969. En 1976, 70 terminaux „Multiplex 80“ (représentant un montant de 10 000 000 DM) sont déjà en service. Cet équipement trouva des débouchés commerciaux dans deux secteurs : Olympia fournissait les banques et les services comptables ; Kabelmetal, le fabricant du Multiplex 80, s'occupait de tous les autres secteurs.

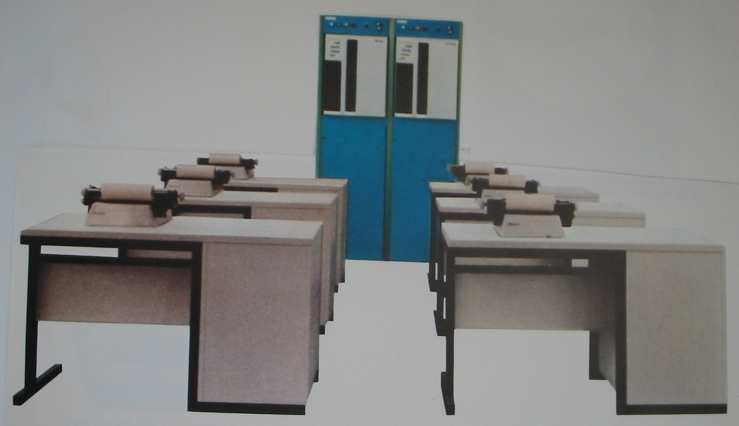
L'unité centrale (un PDP-8 de Digital Equipment) d'un réseau de terminaux Multiplex 80.

Vers le milieu des années 1960, Olympia fabriquait, outre des calculatrices mécaniques et électriques, des calculatrices électroniques, dotées d'afficheurs à tubes Nixie. Mais à la fin des années 1970, ces appareils, bourrés de transistors et de diodes, étaient trop encombrants et trop chers : ils ne pouvaient plus soutenir la comparaison avec les calculatrices et perdirent le marché ; aussi, dès le début des années 1970, Olympia se lança dans une coopération avec Matsushita pour les calculatrices, et avec Agfa pour les photocopieurs. Le déclin de la bureautique traditionnelle, au profit de la vogue des PC, annonçait la chute d'Olympia Werke AG ; car sa société-mère, AEG, rachetée entretemps par le groupe Daimler, n'était plus en mesure de relancer les investissements  en recherche-développement.

### Le démantèlement
Au milieu des années 1980, le paysage continua de s'assombrir pour AEG Olympia AG. Après des années de déficit, les groupes AEG et Daimler-Benz annoncèrent leur retrait du marché de la bureautique en décembre 1991, et la fermeture des usines et de leurs 3 600 salariés.
Au cours des mois suivants, les manifestations des employés de la société manifestèrent à travers toute l'Allemagne (Wilhelmshaven, Francfort et Stuttgart), sous le slogan „Olympia – das Herz der Region muss weiterleben“ : on y insistait sur la responsabilité du groupe Daimler-Benz et la région Wilhelmshaven-Frise fit pression pour le maintien de l'emploi local. Tout cela ne put empêcher la fermeture du site de Roffhausen à la fin 1992. Un résultat positif de ces manifestations fut l'ouverture d'un centre de recherche, le TCN (Technologie-Centrum Nordwest), une SCOP récupérant une partie des actifs d'Olympia. Ce projet a reçu l'appui du gouvernement de Basse-Saxe, du groupe Daimler-Benz, de la Frise, de la ville de  Schortens et des représentants syndicaux. AU début de l'année 1993, TCN regroupait 14 ateliers et employait 750 salariés,,. En 2012, le QG des Services support de la Marine allemande s'est installé sur une partie des terrains du TCN.
Une partie d’AEG Olympia AG a éclaté en diverses PME, comme Olympia Office Vertriebsgesellschaft mbH  pour la bureautique, OSG Office Service GmbH pour la maintenance des anciens matériels Olympia, et une société civile immobilière. Les deux premières entreprises ne sont pas restées longtemps dans le groupe AEG : OSG Office Service GmbH a été rachetée le 1er mai 1993 par Elcosa AG de Schaffhouse ; Olympia Office Vertriebsgesellschaft mbH, les droits sur la marque Olympia et les usines du Mexique ont été revendues le 1er juillet 1994 au groupe chinois Elite basé à Hong Kong, pour former Olympia International Holdings Ltd.
Actuellement, les droits sur la marque Olympia en Allemagne ne sont plus détenus que par Heinz Prygoda, avec les produits Olympia International Holdings Ltd et  Olympia Business Systems Vertriebs GmbH de Prygoda.

## Matériels

### Machines à écrire

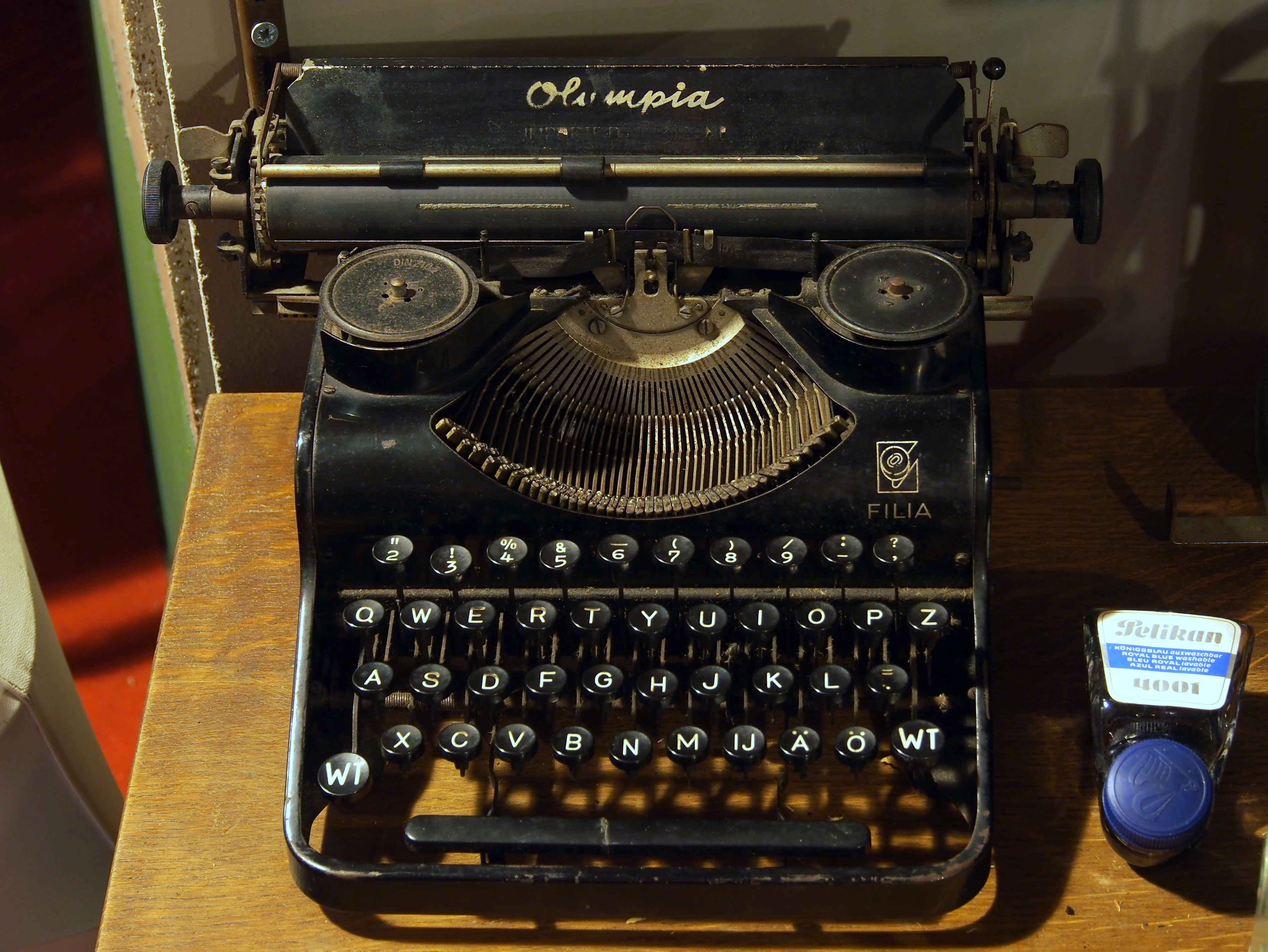
Machine Olympia Filia
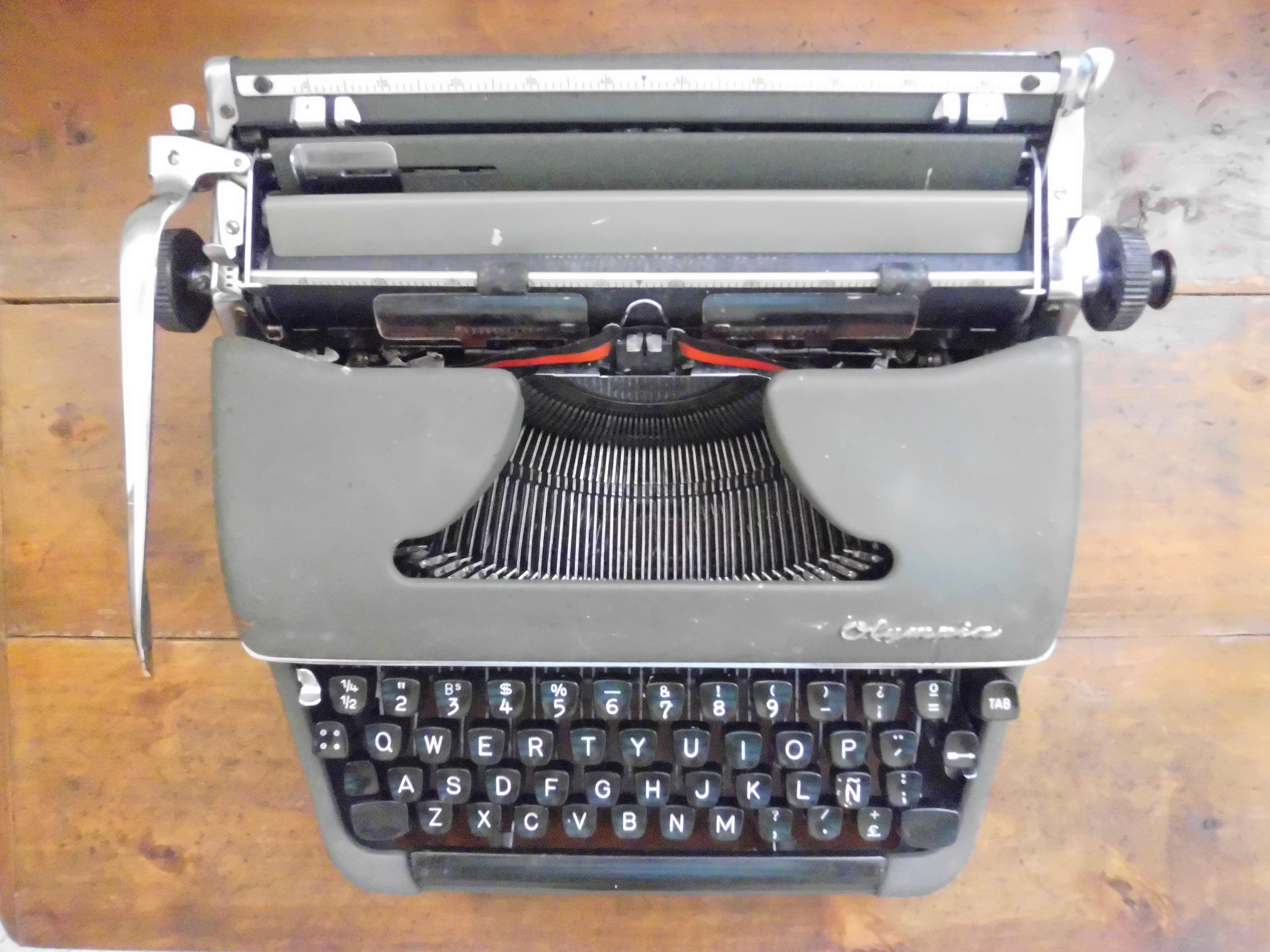
Machine Olympia SM3
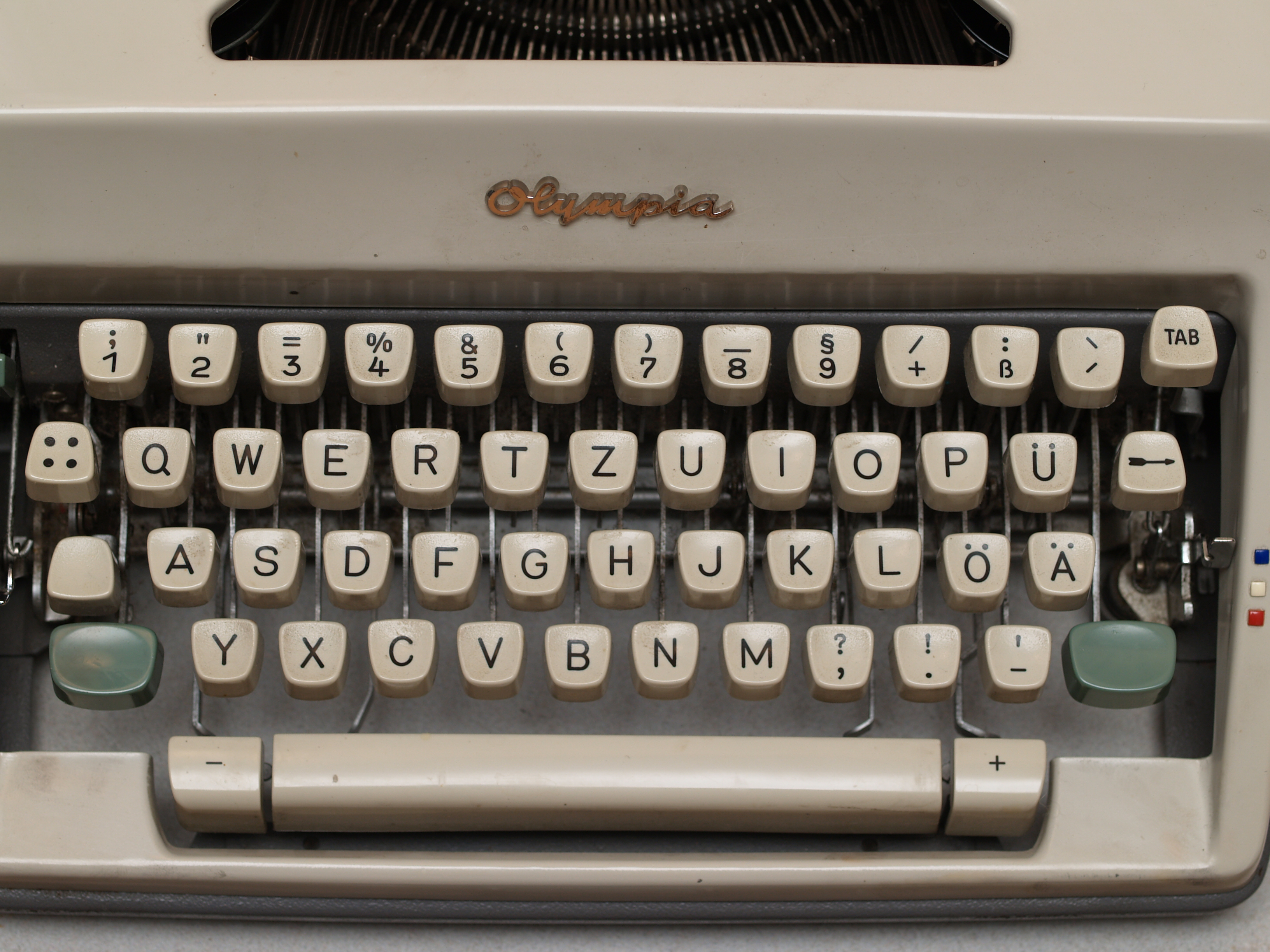
Machine Olympia de 1964
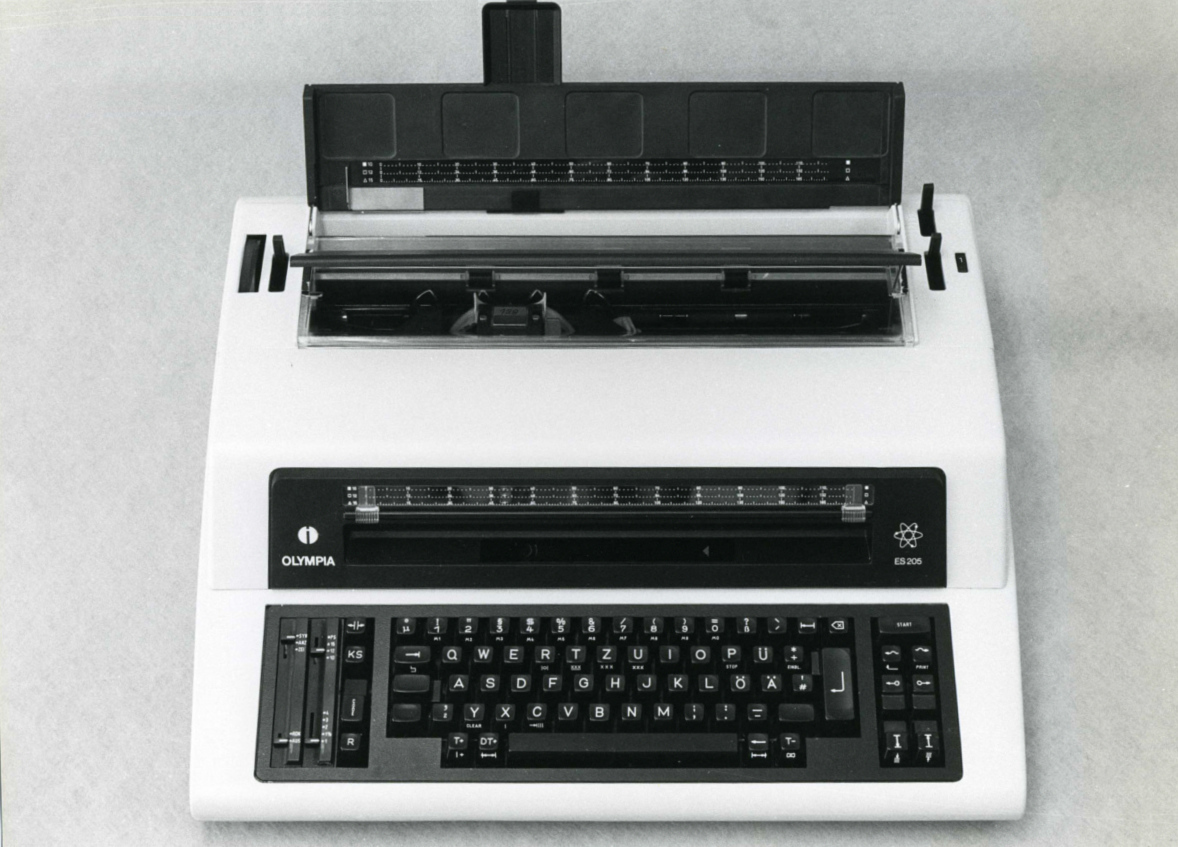
Machine Olympia ES 200
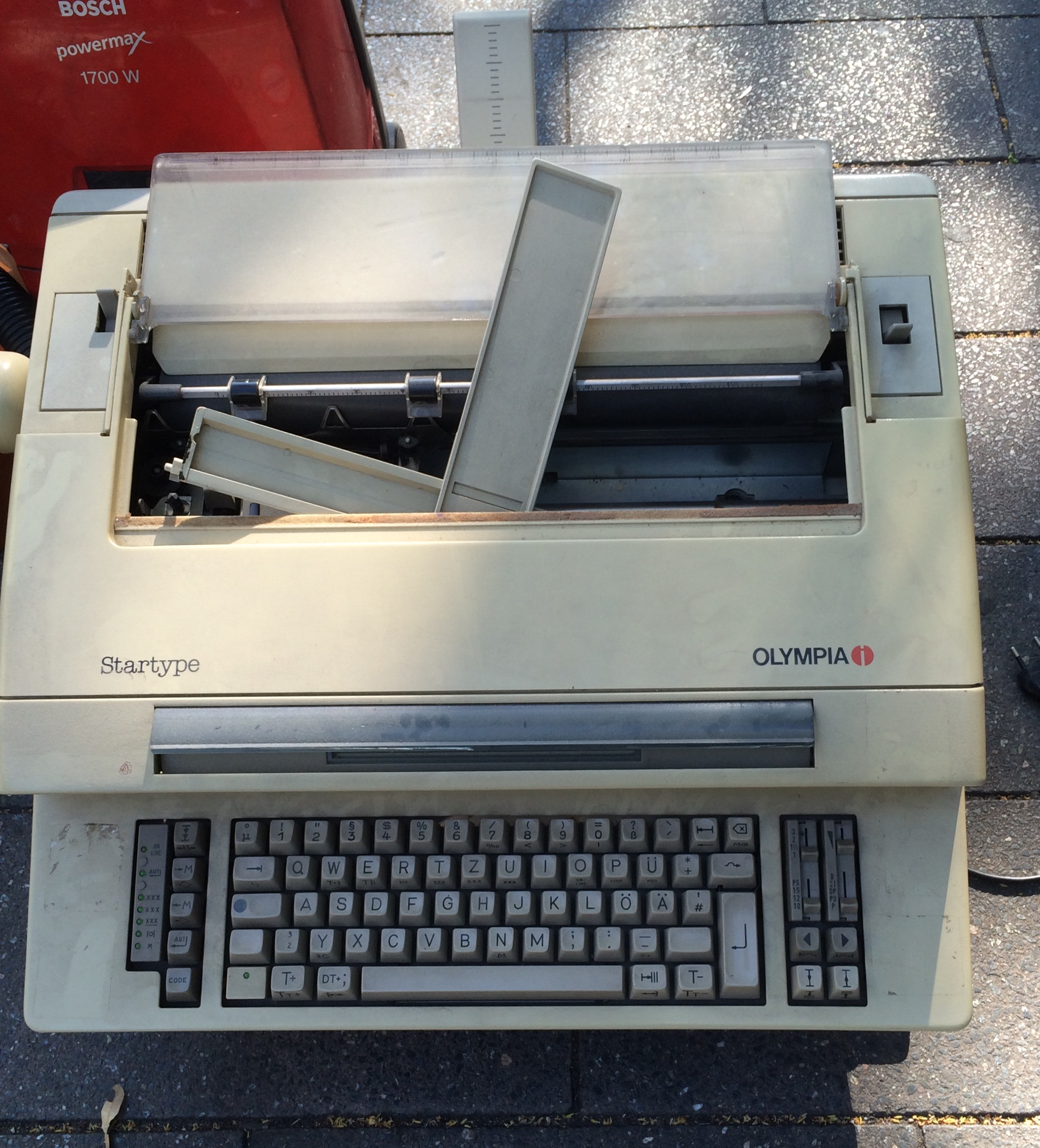
Machine Olympia Startype

### Calculatrices de bureau

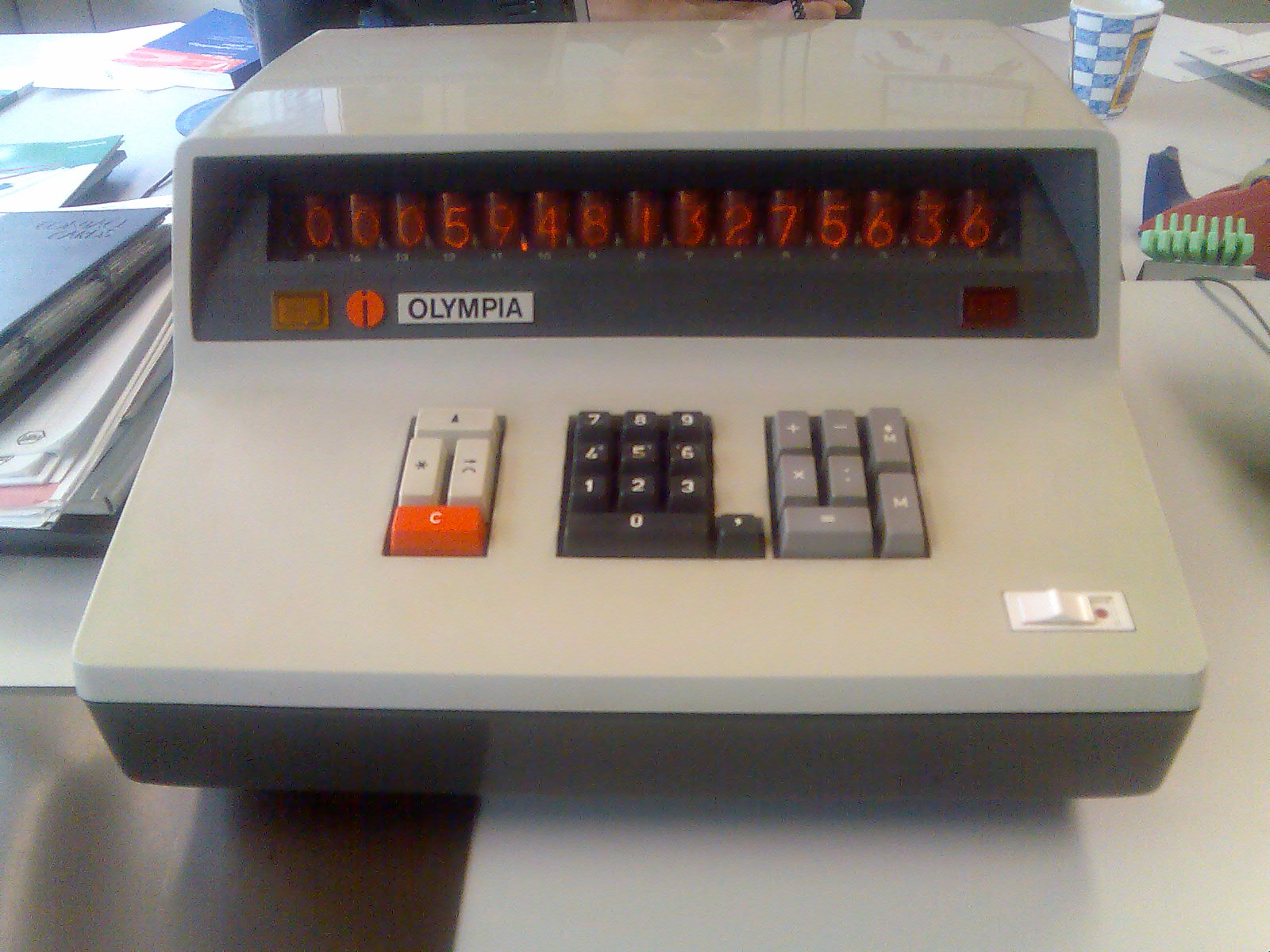
Calculatrice RAE 4/30-0, 1969
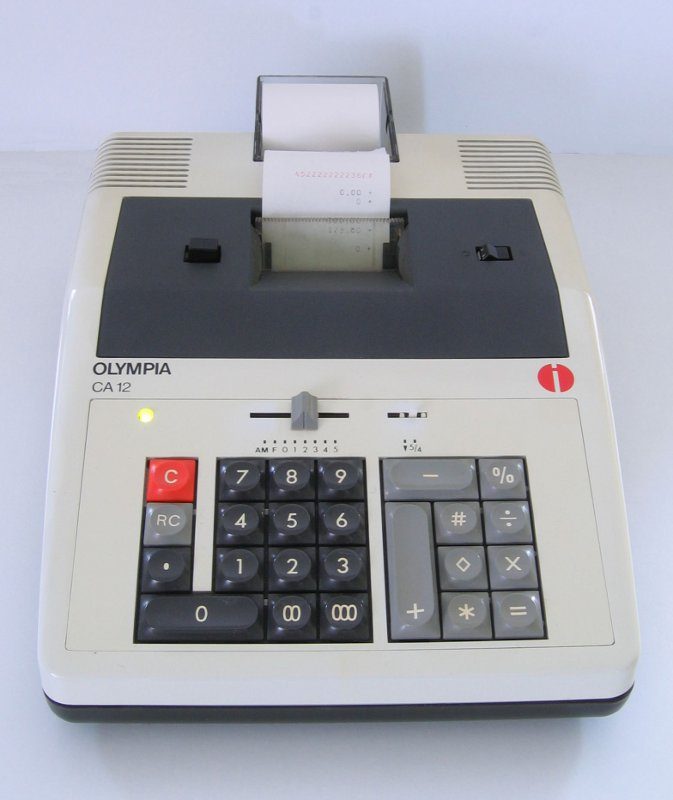
Calculatrice CA 12
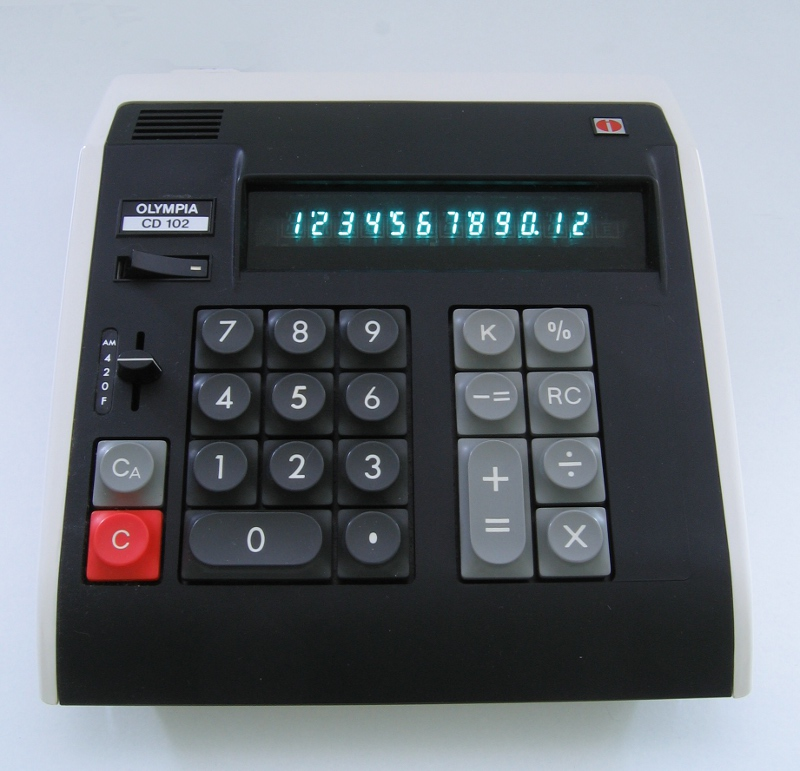
Calculatrice CD 102
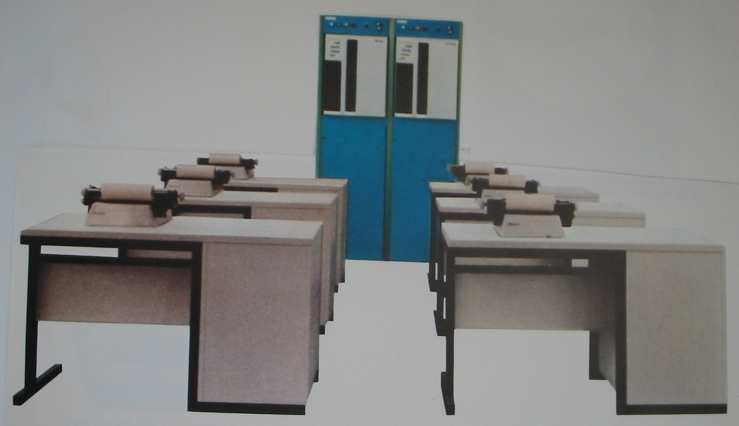
Terminal Multiplex-80